# Camilo Antileo
Omar Camilo Antileo Espina (Santiago de Chile, febrero de 1991) es un comunicador audiovisual, músico y político chileno, de ascendencia mapuche, militante del Partido Ecologista Verde. Desde 2021 se desempeña como consejero regional de la Región Metropolitana.

## Biografía
Nieto de mapuches que migraron a Santiago desde La Araucanía, Antileo creció con sus padres en Maipú. Estudió en colegios particulares. A los 17 años empezó a manifestar una inquietud artística, que se vio reflejada en la composición de sus primeras canciones. Al año siguiente ingresó al Instituto Arcos a estudiar Comunicación Audiovisual, pensando que el cine le daría una integridad como artista al estar vinculado a muchas artes.
El año 2013 lanzó su primer EP titulado Hoy. Su disco, editado por el sello independiente Epifanía Records, del cual Antileo fue partícipe, tuvo una buena recepción por parte de la crítica musical. El año 2014, su show en el Festival de la Juventud de Maipú fue interrumpido por la organización del evento cuando iba a presentar una canción de corte social. Ello desembocó en la entrega de una carta al alcalde Christian Vittori, la cual no respondió. Ante este hecho, recibió el respaldo de políticos como Elena Varela, Claudia Mix, Marco Enríquez-Ominami y el Partido Humanista, entre otros.
Como militante del Partido Ecologista Verde, participó como activista en la Marcha mundial por el clima del 2019, en la ciudad de Nueva York. Si bien su nombre se sondeó para participar en las elecciones parlamentarias del 2021 como candidato por el distrito 8, finalmente fue candidato a consejero regional por la circunscripción de Santiago III, en la que resultó electo con un 5,61% de los votos. El 20 de diciembre del 2022 presentó su renuncia al Partido Ecologista Verde.
Tras su salida, trabajó en la formación de un nuevo partido político llamado Somos Ecologistas, que agrupaba a exmilitantes del Partido Ecologista Verde y del movimiento Somos. No obstante, estos últimos desistieron del proceso y se anuló el proceso de legalizaciòn del partido. En consecuencia, Antileo firmò por el Partido Socialista de Chile en septiembre de 2023. 

## Discografía

### EP
- Hoy (2013)
- Warria (2015)
- Newenche (2018)
- Kalfv Pewma (2020)[4]

## Filmografía

### Cortos
- Warriache (2015)
- Tuwun (2017)
- Kalfv Pewma (2021)[4]

## Historial electoral

### Elecciones de consejeros regionales de 2021
- Elecciones de consejero regional, por la circunscripción Santiago III poniente (Cerrillos, Estación Central y Maipú)[10]